# Børge Christoffer Nyrop
Børge Christoffer Nyrop (født 14. januar 1881 i København, død 28. marts 1948 i Gentofte) var en dansk maler.

## Karriere
Nyrop var søn af fabrikanten Johan Ernst Nyrop. Hans grandonkel var  Camillus Nyrop, en forhandler af kirurgiske instrumenter og kunstige lemmer. Han var også i familie med arkitekt Martin Nyrop.
Efter at have afsluttet gymnasiet længtes han efter en kunstnerisk karriere. Han kom først i lære hos maler Jens Møller-Jensen, som han hjalp med kalkmaleriet på Københavns Rådhus. Han gik efterfølgende på Kunstakademiet i København. Han afsluttede akademiet i 1907.
I 1907 modtog han Sødrings præmie for Klitter og 1911 Neuhausens præmie for Aften efter Regn.
Han rejste til Paris for at studere (1910-1911) under den franske kunstner og lærer Lucien Simon.

## Arbejde
Nyrop rejste meget i Danmark, hvor han malede landskaberne ved den jyske vestkyst. Udover Danmark og Frankrig rejste og arbejdede han også i Italien, Holland og Belgien.
Hans maleri Paris i foråret (1911) blev solgt hos Christie's i London den 24. marts 1988 (lot 128) for £12.100. Ti år senere (24. juni 1998, lot 235) blev dette maleri solgt for £20.000 hos Sotheby's i London. Christie's i Amsterdam tilbød maleriet den 17. november 2009 (lot 125) for €25.000-35.000.

## Stil
Nyrop er kendt for sine tekniske færdigheder og beherskelse af komplekse lyseffekter. Især i hans tidlige værker finder man et samspil mellem lys og farve.